# Fleischwangen
Fleischwangen är en kommun (tyska Gemeinde) i Landkreis Ravensburg i förbundslandet Baden-Württemberg i Tyskland. Folkmängden uppgår till cirka 700 invånare, på en yta av 6 kvadratkilometer.
Kommunen ingår i kommunalförbundet Altshausen tillsammans med kommunerna Altshausen, Boms, Ebenweiler, Ebersbach-Musbach, Eichstegen, Guggenhausen, Hoßkirch, Königseggwald, Riedhausen och Unterwaldhausen.